# Баллард, Дэвид
Дэ́вид Ба́ллард (англ. David Ballard, 21 февраля 1824, округ Марион, Индиана — 18 сентября 1883, Лебанон, Орегон) — губернатор территории Айдахо в 1866—1870 годы.

## Биография
Дэвид Баллард родился 21 февраля 1824 года в поселении Бриджпорт округа Марион штата Индиана. В первой половине 1850-х годов он в составе группы поселенцев пересёк равнины на воловьих упряжках и расположился в округе Ямхилл штата Орегон. В 1860-х годах он был избран в сенат штата. В 1866 году по рекомендации сенатора Орегона Джорджа Уильямса Баллард был назначен губернатором территории Айдахо, третьим по счёту. В 1867 году по настоянию делегата в Конгрессе Эдварда Холбрука президент Джонсон приостановил полномочия Балларда. Вскоре, однако, президент изменил своё решение и оставил Балларда в своей должности. Вскоре после инаугурации президента Гранта 4 марта 1869 года жители Айдахо подписали прошение о переназначении Балларда на новый срок. Но к тому времени, когда прошение дошло до Вашингтона, новым губернатором уже был назначен Томас Боуэн, и Баллард вернулся в Орегон.
По специальности Баллард был терапевтом. Во время отсутствия в Бойсе квалифицированных докторов он зачастую сам проводил хирургические операции, порой даже в ущерб губернаторским обязательствам.
Дэвид Баллард скончался 18 сентября 1883 года в возрасте 59 лет в городе Лебанон штата Орегон.